# Tour of Aegean
El Tour of Aegean (lit. Tour de l'Egeu) és una competició ciclista per etapes que es disputa a Turquia. La cursa forma part de l'UCI Europa Tour, amb una categoria 2.2.

## Palmarès
| Any  | Vencedor    | Segon          | Tercer             |
| ---- | ----------- | -------------- | ------------------ |
| 2015 | Ahmet Örken | Feritcan Şamlı | Bekir Baki Akirsan |